# Bukowno
Bukowno (do 1962 Bukowno-Osiedle) – miasto i gmina miejska w województwie małopolskim, w powiecie olkuskim.
Wieś biskupstwa krakowskiego w powiecie proszowickim w województwie krakowskim w końcu XVI wieku. Do 1975 r. miasto administracyjnie należało do województwa krakowskiego, a w latach 1975–1998 do katowickiego. W latach 1977–1991 miejscowość była siedzibą gminy wiejskiej Bukowno.
Bukowno administracyjnie położone jest w zachodniej części województwa małopolskiego, między Krakowem a Katowicami, w jednakowej odległości (około 40 km) od obu miast. Bukowno należy do Jaworznicko-Chrzanowskiego Okręgu Przemysłowego.
Według danych GUS z 30 czerwca 2024 r. miasto miało 9 362 mieszkańców.

## Dane ogólne

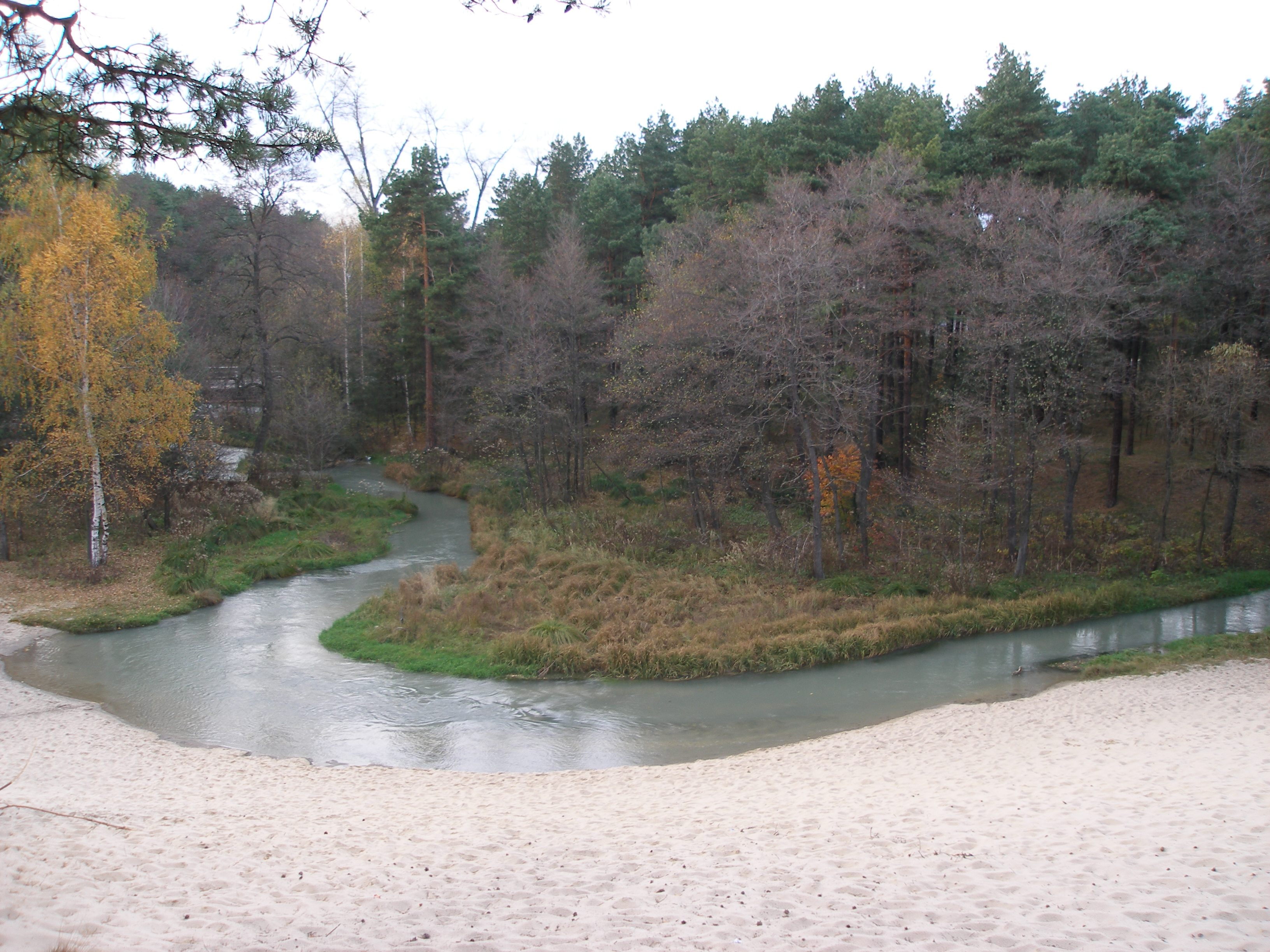
Rzeka w środku lasu na małej plaży

Miasto położone na granicy Wyżyn: Śląskiej i Krakowsko-Częstochowskiej, nad rzekami Biała Przemsza, Sztołą i Babą oraz Warwas, wśród lasów liściasto-iglastych. Znajdują się w nim Zakłady Górniczo-Hutnicze cynku i ołowiu Bolesław.
Bukowno jako wieś było znane w XV wieku. Prawa miejskie uzyskało w 1962 roku.
W mieście znajduje się baza sportowo-rekreacyjna z halą sportową i stadionem (Stadion MOSiR Bukowno).
W południowo-wschodniej części miasta (Bukowno Przeń) znajduje się powstały przed 1939 sztucznie zarybiony zalew „Leśny Dwór”.
Według danych z roku 2006 Bukowno miało obszar 63,42 km², w tym:
- użytki rolne: 16%
- użytki leśne: 73%

Miasto stanowi 10,19% powierzchni powiatu.

## Transport

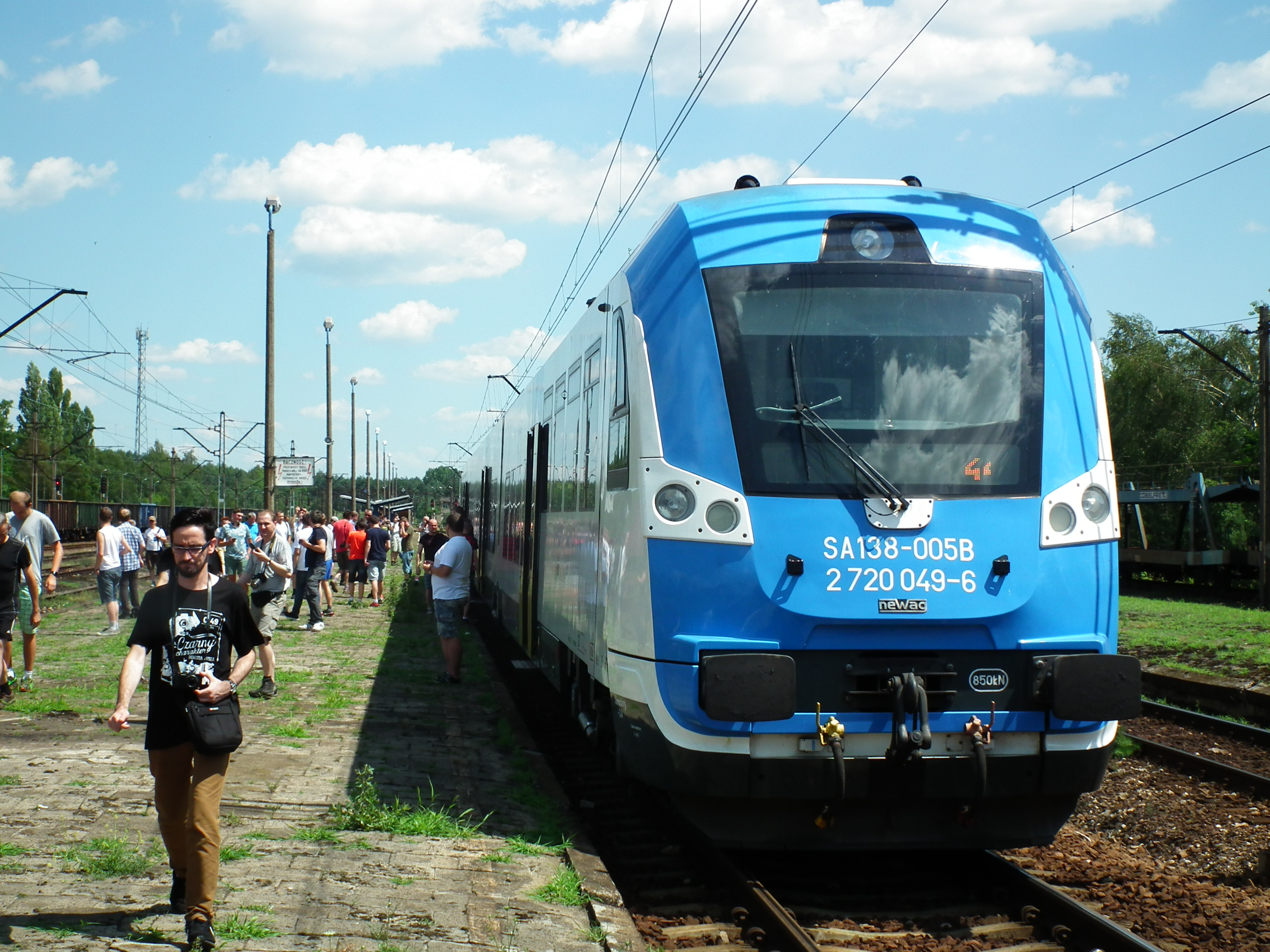
Pociąg na stacji w Bukownie

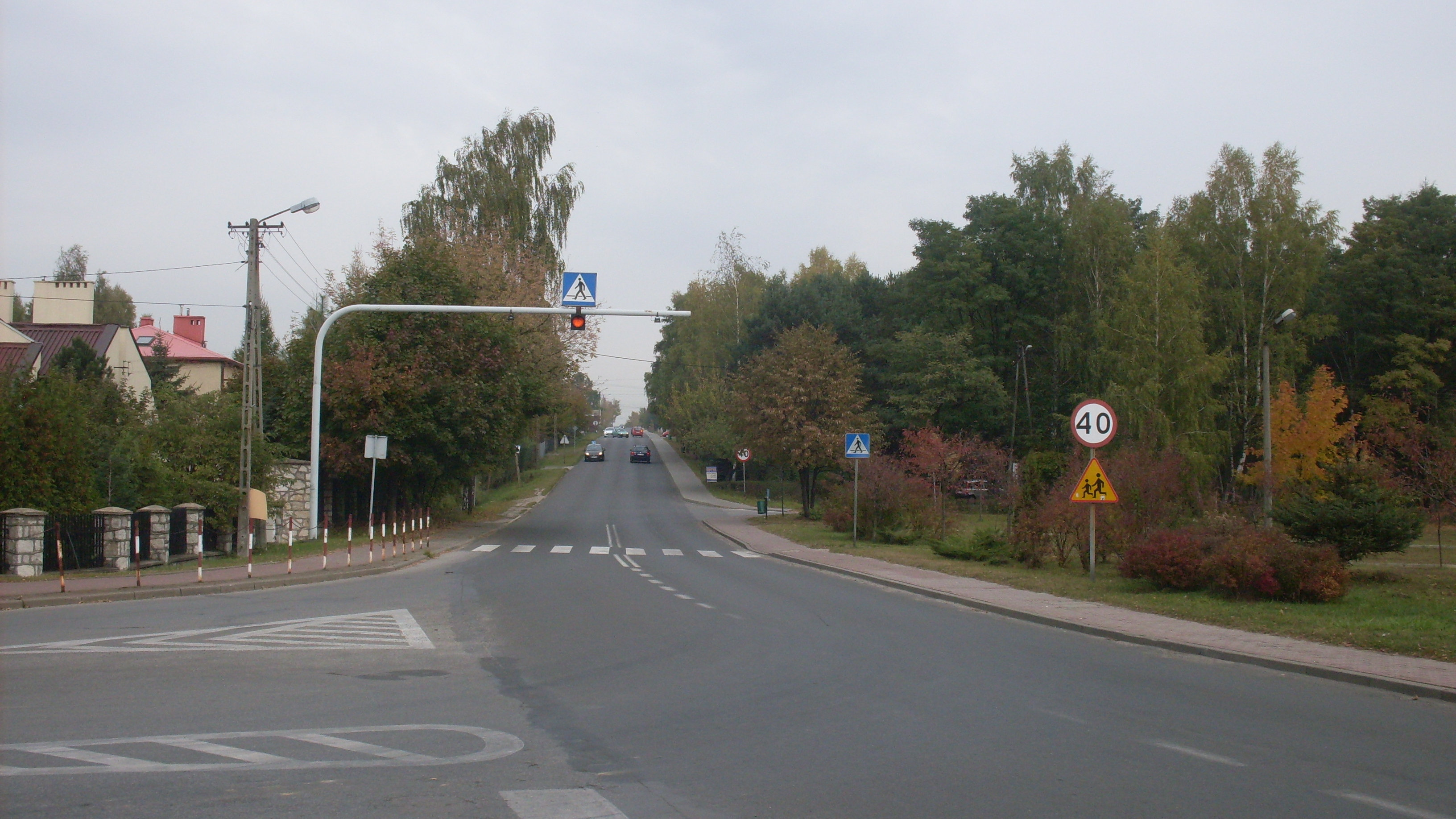
Ul.Kolejowa

Przez miasto przebiegają dwutorowa linia kolejowa PKP Katowice – Sosnowiec – Olkusz – Kielce, ze stacją osobowo-towarową Bukowno i przystankiem Bukowno Przymiarki. Miasto to jest węzłem kolejowym. W Bukownie funkcjonuje również Linia Hutnicza Szerokotorowa, z mijanką w zachodniej części miasta. Na terenie gminy Bukowno jest 60,2 km dróg, w tym 27,2 km dróg wojewódzkich (zarządzanych przez Wojewódzką Dyrekcję Dróg Miejskich w Katowicach) i 33 km dróg lokalnych miejskich (zarządzanych przez Urząd Miasta).
Na północ od Bukowna, w odległości 5 km przebiega droga krajowa nr 94.

## Historia

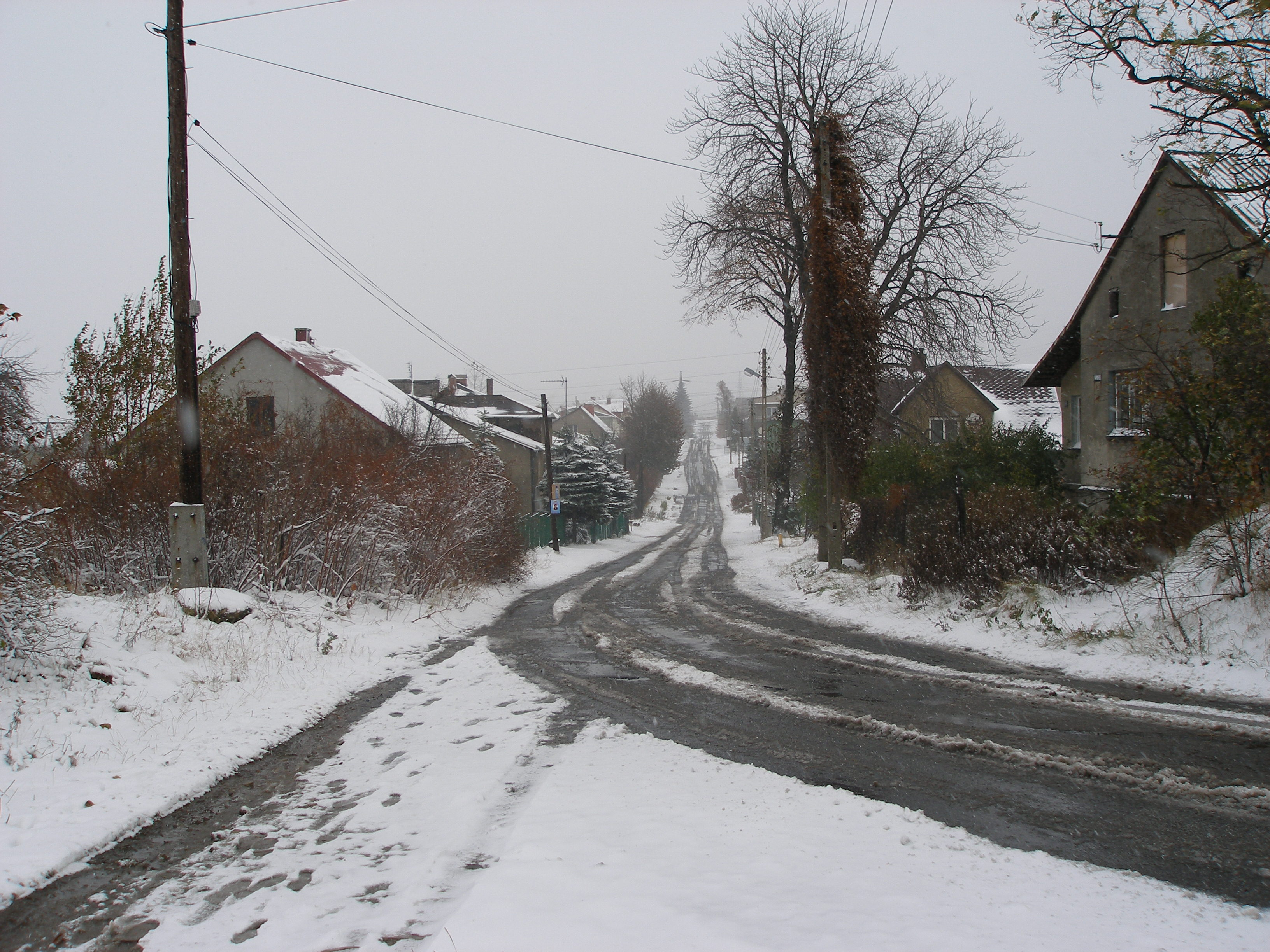
Stara część Bukowna

Obszar gdzie obecnie leży Bukowno, leżący przy pograniczu z Krakowem stanowił od dawna ważny rejon gospodarczy. Od średniowiecza Starczynów należał do dóbr olkuskich, natomiast Stare Bukowno (pierwsza wzmianka w 1402 r.) do 1790 r. było własnością biskupów krakowskich i należało do klucza sławkowskiego. W 1795 r. obszar Bukowna dostał się pod zabór austriacki. Po Kongresie wiedeńskim został oddzielony od Krakowa wchodząc w granice ziemi olkuskiej w Królestwie Polskim (1815). W latach późniejszych rozpoczął się proces rozluźniania związków z Krakowem na rzecz powstającego Zagłębia Dąbrowskiego. Choć w latach 1945–1975 Bukowno przynależało administracyjnie do woj. krakowskiego to silny rozwój sieci komunikacyjnej i więzi społecznych wpłynął na pogłębienie wpływów GOP-u, co zostało utrwalone w 1975 r. administracyjną przynależnością do województwa katowickiego. W 1999 r. miasto weszło jednak w skład nowo utworzonego powiatu olkuskiego i podporządkowane tym samym zostało władzy wojewódzkiej w Krakowie.
| Data      | Wydarzenie                                                                                               |
| --------- | --- |
| 1402      | Wzmianka o Starczynowie (obecnie część Bukowna).                                                         |
| 1470      | Pierwsze wzmianki o wsi Bukowno (dobra biskupów krakowskich)                                             |
| XVI w.    | Wydobycie rud ołowiu.                                                                                    |
| 1555      | Żupnik z Olkusza Jost Ludwik Decjusz zbudował huty ołowiu.                                               |
| XVIII w.  | Otwarcie huty.                                                                                           |
| 1790      | Osada przechodzi na własność skarbu Polski.                                                              |
| 1795      | Bukowno w zaborze austriackim.                                                                           |
| 1809      | Bukowno w Księstwie Warszawskim.                                                                         |
| 1815      | Bukowno w Królestwie Polskim.                                                                            |
| 1816      | W województwie krakowskim, obwód olkuski.                                                                |
| 1837      | W guberni krakowskiej, powiat olkuski.                                                                   |
| 1841      | W guberni kieleckiej, powiat olkuski.                                                                    |
| 1845      | W guberni radomskiej, powiat olkuski.                                                                    |
| 1867      | W guberni kieleckiej, powiat olkuski.                                                                    |
| XIX w.    | Ośrodek górnictwa cynku i ołowiu, działały kopalnie „Ulisses”. „Leonidas” i „Jerzy”.                     |
| 1885      | budowa Kolei Iwangorodzko-Dąbrowskiej.                                                                   |
| 1919      | W województwie kieleckim, powiat olkuski.                                                                |
| 1945      | W województwie krakowskim, powiat olkuski.                                                               |
| 1950–1953 | Rozwój miejscowości, związany z otwarciem zakładów górniczo-hutniczych „Bolesław”.                       |
| 1958      | Utworzenie osiedla o nazwie Bukowno-Osiedle z obszarów wsi Starczynów, Bór Biskupi i Podlesie            |
| 1962      | Nadanie Bukownie-Osiedlu praw miejskich i zmiana nazwy na Bukowno                                        |
| 1975      | W województwie katowickim.                                                                               |
| 1991      | 5 kwietnia – włączenie do miasta sołectw: Stare Bukowno z Przymiarkami (140,82 ha) i Wodąca (181,41 ha). |
| 1999      | W województwie małopolskim, powiat olkuski.                                                              |

## Demografia

### Ludność według płci
(Stan na 31 grudnia każdego roku)
| Rok             | 1995   | 1998   | 2003   | 2008   | 2013   | 2018   | 2023  |
| --------------- | ------ | ------ | ------ | ------ | ------ | ------ | ----- |
| Liczba ludności | 10 577 | 10 521 | 10 840 | 10 574 | 10 411 | 10 197 | 9 467 |
| Liczba mężczyzn | 5 154  | 5 106  | 5 217  | 5 083  | 5 023  | 4 885  | 4 522 |
| Liczba kobiet   | 5 423  | 5 415  | 5 623  | 5 491  | 5 388  | 5 312  | 4 945 |

### Piramida wieku
(Stan na 31 grudnia 2023 roku)

## Wspólnoty wyznaniowe
- Kościół rzymskokatolicki:
  - parafia Świętego Andrzeja Boboli[11]

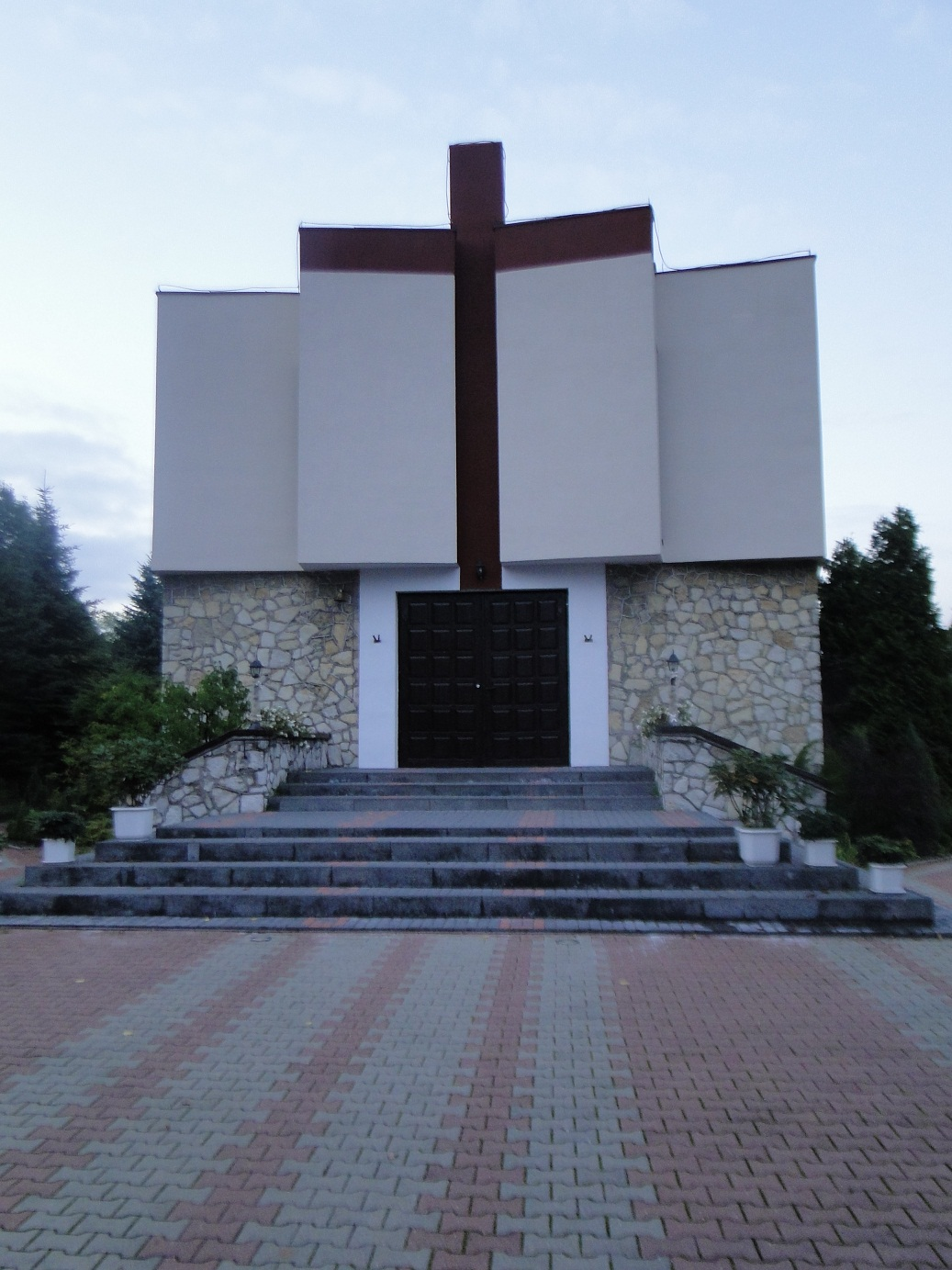
Kościół polskokatolicki pw. Najświętszego Serca Pana Jezusa

  - parafia Świętego Jana Chrzciciela[12]
  - parafia Najświętszej Maryi Panny Wspomożycielki Wiernych w Bukownie – Borze Biskupim[13].

Przy ulicy Kolejowej znajduje się kościół św. Barbary, wybudowany w roku 1870 obok nieistniejącego już szybu kopalni rudy cynku i ołowiu. W latach pięćdziesiątych XX wieku w konstrukcji zaczęły pojawiać się pęknięcia, spowodowane prowadzoną tuż pod kościółkiem działalność górniczą. W latach osiemdziesiątych XX wieku budowlę zdesakralizowano i przeznaczono do rozbiórki, której nie przeprowadzono.
- Kościół polskokatolicki:
  - parafia Najświętszego Serca Jezusowego[15]
- Kościół Wolnych Chrześcijan:
  - zbór w Bukownie (ul. Sławkowska 132)[16]
- Świadkowie Jehowy:
  - zbór Bukowno-Południe[17]
  - zbór Bukowno-Północ (Sala Królestwa Krążek 2)[17][18].

## Szkoła
W Bukownie znajduje się:
- Zespół Szkół nr 1 im. 1000-lecia Państwa Polskiego
- Zespół Szkół nr 2 im. Wł. St. Reymonta

## Sport
W mieście działa klub sportowy Bolesław Bukowno oraz od 2012 roku Ludowy Zespół Sportowy Stare Bukowno, który kontynuuje tradycję KS Bukowianka Bukowno.

## Sąsiednie gminy
Bolesław, Jaworzno, Olkusz, Sławków, Trzebinia

## Miasta partnerskie
Miasta partnerskie Bukowna:
- Rudňany, Słowacja
- Čapljina, Bośnia i Hercegowina
- Gmina Ustka, Polska[22]

## Ludzie związani z Bukownem
Znanymi mieszkańcami Bukowna są m.in.:
- Stanisław Pierzynka – działacz Ruchu robotniczego, wiceminister hutnictwa.
- Antoni Norman – duchowny polskokatolicki, od 2011 administrator diecezji krakowsko-częstochowskiej Kościoła Polskokatolickiego w RP.
- Marek Wierzbicki – piłkarz występujący na pozycji obrońcy.
- Edyta Krzemień – aktorka teatralno-musicalowa związana z Teatrem Muzycznym Roma.
- Alan Czerwiński – piłkarz grający na pozycji obrońcy.